# José Clemente Pozenato
José Clemente Pozenato (São Francisco de Paula, 22 de maio de 1938 – Caxias do Sul,  25 de novembro de 2024) foi um escritor, tradutor e professor brasileiro. Tem vasta produção no gênero da crônica e diversos livros de poesia e ficção, onde explora crítica e realisticamente o cenário e as tradições da região de colonização italiana do Rio Grande do Sul. Sua obra mais aplaudida é o romance histórico O Quatrilho, que recebeu versão cinematográfica indicada para o Oscar.
Faleceu no dia 25 de novembro de 2024. Ele estava hospitalizado no Hospital da Unimed para realizar um procedimento cardíaco, vindo a falecer após complicações.

## Carreira
Mudou-se para Caxias do Sul ainda jovem, ali ingressando no Seminário, depois aperfeiçoando seus estudos no Seminário Maior de Viamão, obtendo um bacharelado em Filosofia. Fez mestrado em Estudos de Literatura Brasileira pela Universidade Federal de São Carlos, e doutorou-se em Letras pela Pontifícia Universidade Católica do Rio Grande do Sul, com a tese-romance A Babilônia. Ordenado padre, deixou o sacerdócio depois de 7 anos de ministério, e foi lecionar literatura na Universidade de Caxias do Sul, onde foi pró-reitor de Planejamento e Desenvolvimento Institucional. Em Caxias também foi secretário municipal de Cultura, destacando-se em sua administração o Programa Permanente de Estímulo à Leitura.

## Obra
Pozenato iniciou na literatura como poeta, escrevendo, como pensa Rita Schmidt, versos que traem uma influência da lírica portuguesa, mesclando-a como um memorialista à sua bagagem de descendente de italianos, mas também incorporando elementos do cenário gauchesco típico da tradição rio-grandense. A evocação do passado, muitas vezes colorida de tintas épicas e míticas, contudo, acarreta a consciência da perda deste passado, surgindo o confronto com a realidade em eterno movimento e mudança.
Sua estreia na prosa de ficção se deu com O Caso do Martelo (1985), uma novela policial que depois foi vertida para a televisão. Segundo Charles Kiefer ele foi autor de uma literatura sólida e densa, que "parece seguir à risca aquele magnífico conselho de Dostoiévski: 'Se queres ser universal, pinta a tua aldeia'. [...] Como todos os grandes escritores de todos os tempos, conta uma boa história sem esquecer o detalhe significativo, sem perder-se em descrições inúteis, mergulhando na alma e nos sentimentos dos personagens. Saímos da leitura de seus livros com um travo de mosto na boca, um tanto embriagados, é verdade, mas certos de que o melhor que se tem a fazer com a vida é vivê-la com toda a intensidade possível". Para Rita Schmidt ele conquistou um lugar definitivo na literatura contemporânea gaúcha com uma obra coerente, que "encontra na indagação da existência enquanto temporalidade seu eixo e sua diretriz".
O Quatrilho (1985), sua obra mais conhecida, é uma descrição da vida de dois casais de imigrantes italianos. Embora não seja um documentário histórico no sentido estrito do termo, o cenário geral é reproduzido com bastante fidelidade. Como analisou Carlos Roberto Rangel, "Pozenato personifica a saga dos italianos no Rio Grande do Sul através das vidas das colônias. Desde as primeiras gerações, até o momento da desintegração do modelo minifundiário/familiar, o autor procura mostrar as incongruências, a sucessão dos pequenos dramas, os sacrifícios e a brutalização daquelas pessoas do mundo colonial". Para Monique Rodrigues, "O Quatrilho é mais um exemplo do quanto a História pode estar presente na Literatura de um povo, e de quanto essas obras literárias podem ser importantes para uma melhor compreensão de um determinado povo, falando até mesmo no âmbito escolar. Um romance não é o retrato fiel de uma sociedade, mas pode ser o início para a compreensão de todo um período histórico. E deve ser respeitado por isso".
O Quatrilho compõe a primeira parte de uma trilogia, completada com com A Cocanha (2000) e A Babilônia (2006), que acentuam a desmontagem de antigos mitos coloniais que já havia desenvolvido no primeiro volume, superando, através de uma crítica da História e de uma ênfase no realismo, as chamadas "narrativas vitimárias e prometeicas das leituras étnico-apologéticas da colonização", como disse Mário Maestri. Para João Claudio Arendt, "não há exacerbação de heroísmos ou de fatalismos: a vida simplesmente transcorre com verossimilhança. E isso, no caso das representações sobre a imigração italiana no Rio Grande do Sul, é bastante".
Também merecem nota suas centenas de crônicas, que em seu conjunto traçam um amplo panorama do mundo cultural da região de colonização italiana, que vem experimentando grandes transformações sob o impacto do multiculturalismo e da globalização. A dialética de encontros e atritos criada pelo contato entre a herança cultural colonial e a modernidade é um dos focos temáticos desta parte de seu trabalho, que de resto permeia toda a sua criação. Apesar de abraçar muitas das mudanças trazidas pelos tempos, fica nítida a marca de uma cultura de características distintivamente regionais. Para o autor, de fato, a exploração dos regionalismos é um importante meio de se produzir conhecimento. Escreveu vários livros para crianças.

### Publicações
- 1967 - Matrícula (poesia)
- 1971 - Vária Figura (poesia)
- 1982 - Carta de Viagem (poesia)
- 1983 - Meridiano (poesia)
- 1985 - O Caso do Martelo (novela policial, adaptada para a televisão)
- 1985 - O Quatrilho (romance adaptado para o cinema)
- 1989 - O Caso do Loteamento Clandestino (novela policial)
- 1990 - O Jacaré da Lagoa (infantil)
- 1993 - Cánti Rústeghi (poesia)
- 1998 - O limpador de fogões (contos)
- 1999 - Conversa Solta (coletânea das crônicas publicadas no jornal Pioneiro)
- 2000 - O Caso do E-mail (novela policial)
- 2000 - A Cocanha (romance)
- 2001 - Pisca-tudo (infantil)
- 2008 - O Caso da Caçada de Perdiz (novela policial)
- 2009 - A Babilônia (romance, publicado primeiramente como sua tese de doutorado)

## Distinções
Foi membro da Academia Sul-Brasileira de Letras, da Academia Rio-Grandense de Letras e do Conselho Estadual de Cultura. O romance histórico O Quatrilho, sua obra mais conhecida, foi adaptado para o cinema por Luiz Carlos Barreto. O filme homônimo foi indicado para o Oscar.
Recebeu várias distinções: o Troféu Caxias na categoria Cultura (1986), os títulos de Cidadão Caxiense (1991), Personalidade do Livro, da Câmara Rio-Grandense do Livro (1995), e Patrono da Feira do Livro da cidade de Farroupilha (2009), o Prêmio Caxias da Câmara de Vereadores de Caxias do Sul (2015), concedido a quem se destaca pelos serviços prestados à comunidade, e o Prêmio Reconhecimento Italiano da Serra (2015), oferecido pelo Grupo RBS para valorizar ações pela preservação da cultura italiana na região. Seu ensaio O regional e o universal na literatura gaúcha (1974) foi premiado pelo Instituto Estadual do Livro, e sua tradução do Cancioneiro de Petrarca foi uma das finalistas do Prêmio Jabuti em sua 58ª edição.